# Николя, Астье
Астье Николя (фр. Astier Nicolas; род. 19 января 1989, Тулуза) — французский конник, чемпион Олимпийских игр 2016 года в командном троеборье и серебряный призёр в личном зачёте, бронзовый призёр чемпионата Европы.

## Биография
Астье Николя родился в 1989 году в Тулузе. Заниматься конным спортом начал в 5 лет. С 9 лет стал участвовать на соревнованиях на пони, а в 14 перешёл в конные соревнования. Стал победителем многих юниорских соревнований на национальном уровне, а в 2009 году Николя занял второе место на чемпионате Европы среди юниоров. Первую значимую взрослую награду французский конник завоевал в 2013 году, став в составе сборной Франции бронзовым призёром чемпионате Европы в конном троеборье. Несколько лет Астье жил в Великобритании, работая с трёхкратным олимпийским призёром новозеландским конником Эндрю Николсоном, прежде чем вернуться во Францию в 2016 году.
В 2016 году Астье Николя дебютировал на летних Олимпийских играх. В Рио-де-Жанейро французский конник выступал на лошади Piaf de B'Neville. В личном зачёте Николя стал одним из трёх спортсменов, кому удалось пройти дистанцию кросса без единого штрафного очка, в результате чего, после двух этапов соревнований (в выездке Николя показал 11-й результат), французский конник занимал промежуточное третье место. Первый раунд конкура Николя вновь прошёл без штрафных баллов и смог опередить австралийца Кристофера Бёртона. Перед финальным конкуром Николя шёл вторым, отставая от лидера соревнований немца Михаэля Юнга всего на 1,10 балла. Во время решающей попытки Николя набрал сразу 6 штрафных баллов, тем не менее не удачное выступление его соперников позволило французу стать серебряным призёром, вслед за Юнгом, который вновь закончил дистанцию без штрафа.
В командном турнире результат, показанный Николя, во многом стал определяющим в победе сборной Франции. По итогам выездки, кросса и первого раунда конкура французские спортсмены набрали 169,00 штрафных баллов, в то время, как на счету немецких конников их было 172,80. На церемонии открытия Всемирных конных игр 2018 года Николя было доверено право нести национальный флаг.
В январе 2020 года Николя основал во Франции академию Astier Ecuries.

## Личная жизнь
- Николя окончил университет Западной Англии (Колледж Хартпери) по специальности коневодство.

## Награды и звания
30 ноября 2016 года было присвоено звание кавалера ордена Почётного легиона.